# Francesc Lacoma i Fontanet
Francesc Lacoma i Fontanet, (Barcelona, 1778- Passy-lès-Paris, França, 1849) fou un pintor català, conegut per les seves natures mortes.
Va iniciar els seus estudis d'art a l'Escola de la Llotja de Barcelona. El 1799 va obtenir el seu primer premi de pintura i el 1804 obtingué una beca per viatjar a París i viure-hi cinc anys aprenent de Gerard van Spaendonck, per especialitzar els seus estudis.
A París va conèixer l'obra de Jacques-Louis David, que el va influenciar fortament. Va participar en el Saló de París el 1810, el 1812 i el 1813, i en el de 1814 amb dos quadres de flors i fruites. La pensió li fou suspesa quan va ser envaïda Barcelona per les tropes Napoleòniques.
Quan va tornar a Barcelona va demanar plaça com a professor de dibuix a la Llotja. Va col·laborar activament en la recuperació del patrimoni artístic espoliat per les tropes napoleòniques durant la Guerra del Francès, cosa que li va valdre el reconeixement i el nomenament com a pintor de cambra del rei Ferran VII i acceptat com a acadèmic d'honor a la Reial Acadèmia de Belles Arts de San Fernando. Gràcies a aquests nomenaments va pintar retrats de la família reial i d'alguns membres de l'aristocràcia.
La seva obra Gerro amb flors es conserva actualment al Museu Nacional d'Art de Catalunya.